# Dabniszte
Dabniszte (mac. Дабниште) – wieś w południowej Macedonii Północnej, terytorialnie i administracyjnie należąca do gminy Kawadarci. Według stanu na 2002 rok jej liczebność wynosiła 27 mieszkańców.

położenie wsi na mapie gminy

Według danych ze spisu powszechnego przeprowadzonego w 2002 roku, wieś Dabniszte zamieszkiwało 27 osób deklarujących następującą narodowość: 
- Macedończycy – 26 (96,28%)
- Serbowie – 1 (3,72%)